# Dorothy Vaughan
Dorothy Johnson Vaughan (Kansas City (Missouri), 20 september 1910 – Hampton (Virginia), 10 november 2008) was een Amerikaans wiskundige die werkte bij het National Advisory Committee for Aeronautics (NACA), de voorloper van de NASA. Voordat ze in 1943 aan het werk ging bij Langley Memorial Aeronautical Laboratory van NACA, werkte Vaughan als wiskundeleraar op de R.R. Moton High School in Farmville, Virginia.
Vaughan is een van de heldinnen in het boek Hidden Figures: The Story of the African-American Women Who Helped Win the Space Race (2016) van  Margot Lee Shetterly, verfilmd als Hidden Figures.

## Biografie
Vaughan was een van de eerste  Afro-Amerikanen die werden aangenomen op Langley. Zij werkten vaak in gesegregeerde teams. In 1949 werd Vaughan de eerste Afro-Amerikaanse supervisor van een NACA-onderdeel, namelijk West Area Computers, dat volledig bestond uit vrouwelijke Afro-Amerikaanse wiskundigen. Wiskundige Katherine Johnson maakte ook deel uit van Vaughans groep voordat zij overgeplaatst werd naar de Flight Research Division op Langley.
Nadat NACA was veranderd in NASA bleef Vaughan lange tijd op Langley werken. De rest van haar carrière specialiseerde ze zich in elektronische computers en het programmeren in FORTRAN. Vaughan werkte in de Analysis and Computation Division van het Research Center in Langley en ze nam ook deel aan de tests van het Scout-project (Solid Controlled Orbital Utility Test system) in de Wallops Flight Facility.